# Minakata Kumagusu
 (septembre 2022).
Si vous disposez d'ouvrages ou d'articles de référence ou si vous connaissez des sites web de qualité traitant du thème abordé ici, merci de compléter l'article en donnant les références utiles à sa vérifiabilité et en les liant à la section « Notes et références ».
Minakata Kumagusu est un nom japonais traditionnel ; le nom de famille (ou le nom d'école), Minakata, précède donc le prénom (ou le nom d'artiste).
Minakata Kumagusu (南方 熊楠), 18 mai 1867 – 29 décembre 1941, est un écrivain polyglotte, ethnologue et naturaliste japonais connu pour ses études relatives à la mycologie.

## Biographie
Minakata naît à Wakayama dans la préfecture de Wakayama. En 1883, il s'installe à Tokyo où il entre à l'école préparatoire Kyōryū Gakkō. Takahashi Korekiyo, le directeur d'études de Kyōritsu, encourage Minakata dans ses études de botanique et stimule son intérêt pour la langue anglaise. L'année suivante, Minakata réussit l'examen d'entrée à l'école préparatoire de l'université de Tokyo (Tokyo Daigaku Yobimon) et compte le romancier Natsume Sōseki parmi ses condisciples.
À la fin de 1886, Minakata s'embarque pour étudier aux États-Unis. Il arrive à San Francisco en janvier 1887 où il étudie pendant quelque six mois. Il se présente ensuite au collège d'agriculture de l'université d'État du Michigan, où il est accepté, devenant ainsi le premier Japonais à y réussir l'examen d'entrée. Ce ne sont que les premiers pas cependant dans les études inhabituellement aventureuses de Minakata dans diverses parties du monde qui incluent Cuba, Haïti, ce qui est maintenant le Panama, le Venezuela et l'Angleterre avant de retourner au Japon.
En plus de ses études des myxomycètes, Minakata s'intéresse particulièrement au folklore, à la religion et à l'histoire naturelle. Il rédige plusieurs textes, dont 51 monographies parues dans Nature. Il est reconnu pour avoir découvert de nombreuses variétés de mycetozoa
Minakata est atteint d'épilepsie et souffre de crises tonic–clonic. Il est capable de prédire quand il est sur le point d'avoir une crise (comme cela est courant dans l'épilepsie) en raison d'un sentiment de déjà vu.
Minakata Kumagusu rentre au Japon en 1900 après 14 ans d'études à l'étranger, principalement aux États-Unis et en Angleterre. Il se fixe dans sa préfecture natale de Wakayama, plus précisément dans la ville de Tanabe, où il demeure de 1904 jusqu'à sa mort en 1941. Minakata consacre toute sa vie à l'étude de l'histoire naturelle et du folklore et rédige un certain nombre d'articles publiés dans la revue scientifique britannique Nature et le magazine de folklore britannique Notes and Queries.
Il est également activement engagé dans les contre-manifestations anti-sanctuaire et le mouvement de conservation de la nature au Japon. Il est vénéré comme « un grand érudit sans diplôme » et apprécié par les habitants qui l'appellent Minakata-sensei (maître) ou Minakata-san (M. Minakata), tandis qu'il est décrié par certains comme un excentrique. Plus de 60 ans après sa mort, les réalisations de Minakata et l'histoire de la vie ont été clairement reconnues par un certain nombre de livres et d'articles dont The Complete Works of Minakata Kumagusu et The Diary of Minakata Kumagusu et le travail de réhabilitation est toujours en cours.

### Jeunesse à Tokyo
Minakata Kumagusu naît dans la jōkamachi (ville-château) de Wakayama le 15 avril 1867, deuxième fils d'un droguiste, Yahei Minakata 39 ans, et de sa femme Sumi 30 ans, et grandit avec trois frères et deux sœurs. Depuis l'enfance, il manifeste un intérêt exceptionnel pour le monde naturel et fait preuve d'une extraordinaire mémoire. Dès l'âge de sept ans, il transcrit une encyclopédie.
Pour développer son talent, Yahei, un homme qui s'est fait lui-même, envoie Minakata au collège de Wakayama récemment ouvert (de nos jours Toin High), ce qui est peu conventionnel pour une famille de commerçants de cette époque. La soif de connaissance de Minakata se développe au fur et à mesure qu'il récite à la maison les classiques chinois et transcrit les livres qu'il a appris par cœur chez un collectionneur. Qu'il ait transcrit le Wakan Sansai Zue, encyclopédie de 105 volumes, et Honzo Komoku, livres illustrés sur la flore, en plus de cinq ans est un épisode célèbre de cette période. À l'école, cependant, il reste un sujet peu doué. Il termine tôt son déjeuner et observe une grenouille ou un crabe dans sa cantine.
Après avoir terminé ses études secondaires, il se rend à Tokyo en mars 1883. L'année suivante, il intègre l'école préparatoire de l'université de Tokyo. Parmi ses condisciples figurent Masaoka Shiki, Natsume Sōseki et Yamada Bimyō, futures éminentes personnalités de la littérature japonaise. Minakata n'est toujours pas intéressé par l'école et passe plus de temps hors l'université à transcrire des livres dans les bibliothèques, à visiter des zoos, des jardins botaniques et à collecter des artefacts, des animaux, des plantes et des minéraux. Lorsqu'il apprend que Miles Joseph Berkeley, cryptogame britannique de renommée mondiale, et Moïse A. Curtis, botaniste américain, ont recensé 6,000 espèces de champignons, y compris des myxomycètes, Minakata décide de produire un livre illustré qui en couvrira plus. En février 1886, à la suite d'un échec à l'examen de fin d'année, il rentre chez lui et dit à son père qu'il va aller en Amérique. Initialement opposé à ce désir, Yahei cède finalement à l'enthousiasme de son fils et le laisse partir.

### Séjour aux États-Unis
Minakata embarque à Yokohama sur le City of Beijing en décembre 1886. Le mois suivant, le bateau arrive à San Francisco et il commence à étudier au Pacific Business College juste pour faire l'expérience de la vie américaine (les affaires ne sont pas son sujet de prédilection).
En août 1887, il déménage pour Lansing dans le Michigan et s'inscrit à l'école d'agriculture de l'université d'État du Michigan. Cependant, une nuit de novembre 1888, il s'attire des ennuis en raison d'un beuverie avec un couple d'amis japonais et américains dans le dortoir. Il endosse seul la responsabilité de l'incident afin d'épargner aux autres d'être expulsés et tôt le lendemain matin part pour Ann Arbor.
Minakata fait la rencontre de brillants étudiants japonais à Ann Arbor où se trouve l'université d'État. Tout en leur tenant compagnie, il reste éloigné de l'université et étudie de son côté en lisant et collectant des plantes dans les montagnes, en particulier des cryptogames comprenant des fungi et des lichens. En octobre 1889, il lit une biographie de Conrad Gessner, naturaliste suisse et figure de proue de la biologie moderne, et jure qu'il deviendra le Gessner japonais, serment à l'origine de sa quête pour les merveilles des cryptogames.
Lorsqu'il apprend de William H. Calkins, colonel américain à la retraite et collectionneur de lichens, qu'en Floride il existe encore de nombreuses plantes non découvertes, Minakata est prêt à partir. Muni de deux microscopes, de livres, d'un pistolet, d'un attrape-insectes ainsi que d'une boîte de médicaments et d'un pressoir à plantes qu'il vient d'acheter à Ann Arbor, Minakata part pour Jacksonville en avril 1891. Il fait la collecte de plantes et d'animaux tandis qu'il demeure chez Jiang, commerçant chinois de légumes qui le soutient. Après trois mois de collecte enthousiaste de plantes et d'animaux, il déménage à Key West toujours en Floride, puis s'embarque pour la Havane à Cuba à la mi-septembre.
Après un mois passé à la Havane, un cavalier de cirque japonais lui rend visite de façon inopinée. Cette rencontre l'amène dans une nouvelle série de voyages à Port-au-Prince, Caracas, Valence et en Jamaïque avec le cirque, où il travaille comme cornac. Cela lui permet de recueillir de précieux champignons et lichens dans les Antilles. En janvier 1892, il retourne à Jacksonville et travaille chez Jiang sur les plantes qu'il a recueillies en Floride et à Cuba. Lorsque Jiang liquide son entreprise en août, Minakata part pour New York. En septembre, il met fin à son séjour de six ans en Amérique et monte à bord du City of New York à destination du Royaume-Uni.

### Années à Londres

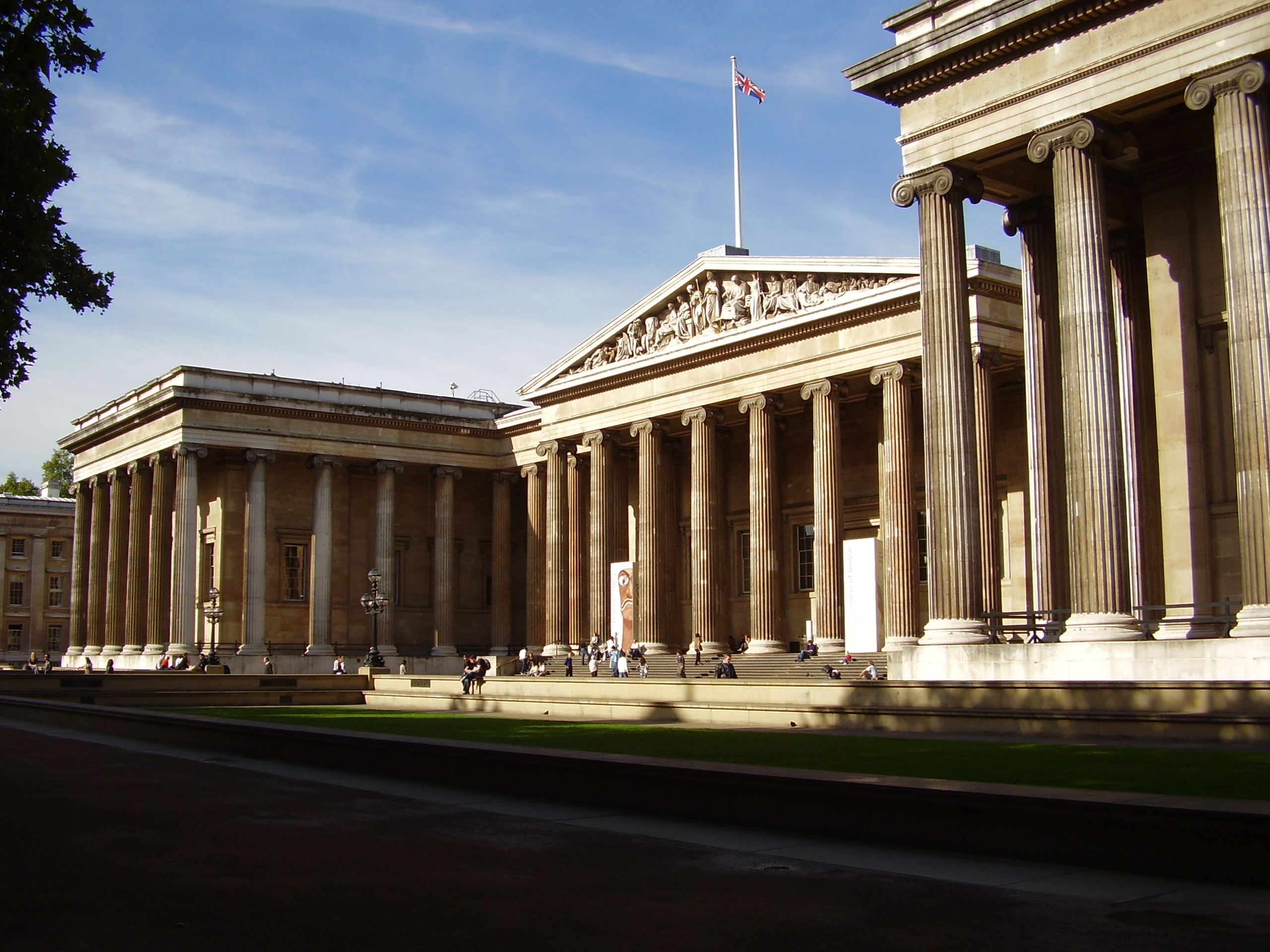
British Museum

Après avoir traversé l'océan Atlantique, le navire arrive à Liverpool. Une fois installé à Londres, Minakata rend visite à Yoshikusu Nakai, directeur de la succursale de la Yokohama Shokin Bank, un vieil ami de la famille Minakata à Wakayama. L'homme lui remet une lettre de Tsunegusu, l'un de ses jeunes frères, l'informant de la mort de leur père bien-aimé. Minakata est effondré.
Il demeure dans le centre de Londres, où les loyers ne sont pas chers. Tout en travaillant à ses herbiers et échangeant lettres et spécimens avec William W. Calkins et Allen, il visite le British Museum, le musée de South Kensington et autres galeries. Il est ensuite présenté à l'antiquaire d'art asiatique japonais, le prince Kataoka. En août 1893, Minakata lit dans le magazine Nature une thèse intitulée « Cinq articles sur la composition des constellations ». Les questions qui y sont formulées l'amènent à écrire une réponse.
Le prince Kataoka, qui a remarqué l'érudition de cet homme à l'aspect miteux, le présente à Augustus Wollaston Franks du British Museum. Par la suite, Minakata visite souvent le musée afin de demander conseil à Franks. À l'aide d'un dictionnaire incomplet emprunté à sa logeuse, il complète un article intitulé The Constellations in the Far East en trente jours. L'article est publié dans Nature, ce qui le fait soudainement connaître de l'intelligentsia. Il contribue régulièrement à la revue par la suite et commence aussi à écrire pour Notes and Queries. Il continue de contribuer un certain nombre d'articles et de lettres aux magazines après son retour au Japon et gagne une réputation mondiale comme autorité sur les études orientales.
Sa réputation montante lui ouvre la possibilité de nouer des amitiés avec des personnalités notables dont Frederick Victor Dickins, registraire de l'université de Londres, ainsi qu'avec des personnes du British Museum dont Sir Robert K. Douglas, directeur de la section orientales des livres imprimés et Charles H. Read, le successeur de Franks. Il visite le British Museum presque tous les jours. Tout en se plongeant dans les livres rares de tous les âges d'Orient et d'Occident, en particulier dans les domaines de l'archéologie, de l'anthropologie, du folklore et de la religion, il les recopie dans des calepins. Une collection de 52 épais cahiers de cette période appelée London Extracts est conservée dans la résidence de Minakata et au musée Minakata Kumagusu. Les pages sont densément couvertes de lettres minuscules en anglais, français, allemand, italien, espagnol, portugais, grec et latin.
Douglas, impressionné par sa vaste culture, offre à Minakata un emploi au British Museum, mais celui-ci décline l'offre voulant conserver sa liberté. Au lieu de cela, il aide à faire un catalogue des livres et manuscrits de la bibliothèque et mène des recherches historiques sur les statues bouddhistes du musée en utilisant son expertise accumulée par la lecture et la transcription depuis son enfance d'un grand nombre de livres, y compris des classiques et encyclopédies.
Un des moments forts du séjour à Londres est la rencontre avec Sun Yat-sen, le père de la révolution chinoise. Minakata note dans son journal comment ils ont tout de suite sympathisé dès la première rencontre dans le bureau de Douglas au British Museum en mars 1897 et ont rapidement développé une amitié en se rendant visite l'un l'autre et en discutant jusque tard le soir presque tous les jours. Les descriptions, bien que très brèves, révèlent la proximité entre les deux amis. Leur société ne dure que quatre mois, jusqu'à ce que Sun quitte Londres pour l'Asie au début du mois de juillet.
En octobre 1893, Minakata rencontre Toki Horyu, plus tard abbé en chef du complexe de temples au Kōya-san, relation qui mérite une mention spéciale. Minakata et Toki, beaucoup plus âgé que lui, s'ouvrent l'un à l'autre et échangent des opinions franches sur la religion. Ils entretiennent une correspondance pendant de nombreuses années.
Beaucoup de personnages célèbres du Japon lui rendent visite à Londres. Ils sont tous étonnés de son érudition et choqués par son manque total d'intérêt pour les choses de la vie quotidienne. Bien que hautement considéré par certains spécialistes, Minakata est parfois victime de discrimination en raison de son appartenance ethnique, et ses comportements téméraires fréquents entraînent son départ du British Museum en décembre 1898. Les fréquents retards d'argent attendu de la famille au Japon le forcent à prendre un travail de traduction des titres de la collection de calligraphie au musée de South Kensington et à vendre des ukiyo-e avec ses amis. Ses espoirs de devenir professeur adjoint au programme de japonologie dont l'ouverture est bientôt prévue à Cambridge ou Oxford s'évanouissent lorsque le plan est annulé. Contraint à des circonstances difficiles, il prend avec tristesse la décision de quitter le Royaume-Uni où il a passé huit ans. En septembre 1900, Minakata monte à bord du Awa Maru (en) ancré dans la Tamise et rentre au Japon.

### Première année après le retour
L'Awa Maru arrive à Kobe en octobre 1900 après un voyage de 45 jours. Tsunegusu est choqué de voir son frère aîné paraître dans un costume minable en tissu fragile comme une moustiquaire. Il est également étonné que Minakata est revenu avec des tonnes de livres et de spécimens mais sans diplôme. Minakata trouve refuge temporaire chez son frère à Wakayama.
Après un certain temps, Minakata apprend que Sun Yat-sen est à Yokohama en tant que réfugié politique et lui écrit. En février 1901, Sun vient à Wakayama. Bien que la première réunion en quatre ans est perturbée par un incident avec la police, Sun est heureux de prendre des risques afin de voir son vieil ami. Comme cadeau, Sun laisse son panama favori. Il envoie plus tard à Minakata une lettre de référence adressée à Inukai Tsuyoshi, son tuteur au Japon et plus tard premier ministre. La lettre, jamais utilisée, est conservée dans la résidence de Minakata et le chapeau est exposé au musée Kumagusu Minakata. Leur amitié survit pendant un certain temps ; Sun envoie des spécimens de lichens de Hawaï et Minakata lui écrit en retour mais finalement ils se séparent pour ne jamais se retrouver. Après la mort de Sun, Minakata exprime son chagrin à son souvenir et écrit : « L'amitié change comme les saisons ».

### Années à Nachi
En octobre 1901, Minakata quitte Wakayama en bateau pour Katsu’ura où il vit dans la succursale de la distillerie des Minakata dirigée par son frère Tsunegusu jusqu'en octobre 1904. Il passe tout son temps à Nachi à collecter des champignons et des algues de la région. Un jour, tout en collectant des lichens aux chutes d'Ichino-taki, il rencontre un jeune homme, Shiro Koaze, employé d'une compagnie maritime. Koaze, en tant que disciple, va aider toute sa vie Minakata dans ses recherches de myxomycètes. Il lui envoie des spécimens de chaque port où il accoste et lui offre un soutien financier. Koaze, avec son ami proche Shigeru Uematsu, soutient Minakata matériellement et spirituellement.
Minakata est très actif à Nachi. Il collectionne les insectes et les plantes, fait des lames de microscope et colorise des manuels illustrés, lit des centaines de livres, complète un brouillon de traduction en anglais de Hojoki: The Ten Square Feet Hut coécrit avec Frederick Victor Dickins et relit Primal Text of Japan également de Dickins. Il recommence à écrire pour Nature et Notes and Queries. Enthousiasmé par la faune sauvage dans les monts Kumano, Minakata, à partir de sa connaissance approfondie du monde, étudie l'interaction entre le spirituel et le monde matériel et participe à des débats houleux sur la nature et la vie, dont un de nature religieuse avec Horyu Toki. Il achève également The Origin of the Swallow-Stone Myth (Ensekiko), étude conçue à la fin de son séjour au Royaume-Uni et considérée comme l'apogée de sa recherche présentée en anglais.

### Installation à Tanabe
Après trois ans et 21 mois de recherche sur les plantes de la région de Kumano, Kumagusu quitte Katsu'ura en octobre 1904 et se dirige à pied vers Tanabe en collectant des spécimens sur son chemin. À l'arrivée, il tombe immédiatement amoureux de Tanabe et pense que c'est « un endroit tranquille avec des gens plaisants, des matières premières bon marché avec un temps agréable et de beaux paysages ». Il décide de s'installer, loue une maison et commence une vie facile. Il invite souvent des amis à des fêtes dans les restaurants et salons de thé de luxe à proximité, embauche des geishas, ordonne des boissons, chante Dodoitsu et Otsue, ses morceaux préférés de fête et joue des spectacles étranges.
À l'automne 1905, Minakata donne 46 spécimens de myxomycètes au British Museum. Arthur Lister, président de la Société britannique de mycologie, les présente dans Journal of Botany, vol. 49, sous le titre « The Second Report of Japanese Fungi», faisant suite au premier rapport sur des spécimens envoyés par le professeur Miyoshi de l'université impériale de Tokyo. Cet article, qui emmène Minakata dans un nouveau monde d'amitié avec Lister et sa fille Gulielma, est une étape importante dans sa carrière vers un statut de chercheur de myxomycètes de niveau mondial.
En juillet 1906, alors âgé de 40 ans, Minakata épouse Matsue, 28 ans, la quatrième fille de Munezo Tamura, prêtre principal du sanctuaire Tokei. Tamura, un ancien samouraï du clan Tokugawa-Kishu, est aussi un sinologue dont la connaissance de la sagesse chinoise a influencé l'éducation de Matsue. Le mariage tardif  de Matsue (pour une femme à cette époque) est dû à sa dévotion à son père et à sa famille sans ressources qu'elle a financièrement soutenue par l'enseignement de la couture et de l'arrangement floral.
En juillet 1907, le couple a son premier enfant, Kumaya. Après avoir vu son petit garçon pour la première fois, Minakata écrit : « resté éveillé jusqu'à l'aube en regardant mon bébé » et exprime sa joie de devenir père. Après la naissance de Kumaya, le mariage est houleux. Après que Matsue est retournée plusieurs fois chez ses parents, il réduit progressivement sa consommation d'alcool. Il garde dans son journal chaque détail de Kumaya, comment il se déplace et parle, ce qui montre son amour profond et ses attentes pour son fils. Minakata se réveille habituellement à 11 h et travaille à la maison à partir du courant de l'après-midi jusqu'à 5 h le lendemain matin, triant des spécimens, dessinant des images, se livrant à la recherche, à la lecture et à l'écriture. Tandis qu'elle s'adonne au tissage, Matsue, avec une femme de chambre, est très inquiète au sujet de la garde du larmoyant Kumaya. Leur fille Fumie naît en octobre 1911.
Minakata reprend la copie de livres autour de 1909. Les extraits du Daizōkyō , texte en possession du Hōrin-ji à Kyoto, qui lui demandent un travail à temps plein de trois ans, est une tâche particulièrement exigeante. « Lire c'est copier. Vous oubliez quand vous ne faites que lire, mais vous n'oubliez jamais lorsque vous copiez ». Il propage cette croyance et la met en pratique par lui-même. Les Extraits de Tanabe de cette période comptent 61 volumes. En plus des contributions qu'il a faites dans les journaux et magazines britanniques depuis son retour au Japon, Minakata commence à écrire pour des revues et des journaux japonais. L'utilisation d'un grand nombre de citations caractérise son style de signature pour des documents de recherche, mais les preuves et antiquités du folklore de première main sont également incluses. Il utilise son extraordinaire mémoire et les archives accumulées au long des entretiens accordés.

### Protestations contre l'unification des sanctuaires

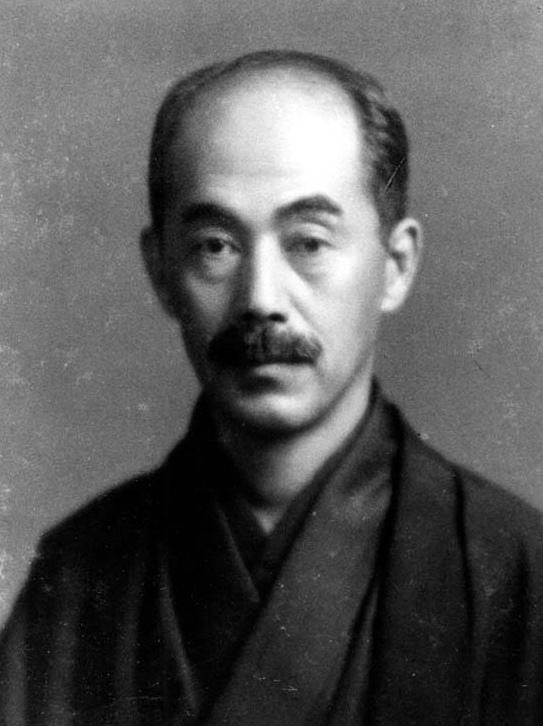
Yanagita Kunio (1940)

En 1906, le gouvernement impose des règlements d'unification des sanctuaires en vertu desquels tous les sanctuaires dans un village ou une ville doivent être fusionnés. Le gouvernement de la préfecture de Wakayama s'engage avec détermination pour appliquer ces règlements. Il existe au Japon un sanctuaire dans chaque communauté, si petite soit-elle, qui est la force centripète qui unit le peuple, lui fournit des divertissements et sert d'objet du culte, et à quelques exceptions près, ils se tiennent tous dans de profondes forêts.
Minakata est inquiet que ces mesures d'unification n'entraînent pas seulement la ruine des bâtiments et des antiquités historiques, mais que l'abattage des arbres endommage le paysage et la vie naturelle autour d'eux. Il fait paraître un article d'opinion à chaque édition d'un journal local, le Muro Shinpo. Il envoie également des lettres d'objection aux grands journaux à Tokyo et Osaka et en appelle à des chercheurs de pointe, dont Jinzo Matsumura, botaniste remarquable et professeur à l'université de Tokyo, à qui Minakata écrit de longues lettres critiquant les décisions prises par les gouvernements centraux et préfectoraux. Kunio Yanagita, alors conseiller au bureau du cabinet de législation et plus tard « père du folklore japonais », soutient la campagne en diffusant des copies de deux lettres de Minakata Nisho aux personnes concernées. Il est également soutenu localement par le jeune Morihei Ueshiba, fondateur de l'aïkido.
En août 1910, Minakata est arrêté pour intrusion quand il jette un sac de spécimens dans une réunion tenue à la Tanabe Junior High School (de nos jours Tanabe High). Bien qu'ivre, il le fait dans un mouvement de colère parce qu'il n'est pas autorisé à parler avec l'un des participants, un agent du gouvernement chargé de la promotion de la réglementation. Pendant 18 jours en prison en attendant son procès, il lit et cherche des myxomycètes dans le bâtiment. Une fois libéré, il refuse de partir disant : « Cet endroit est calme sans aucun visiteur et tranquille. Je veux rester plus longtemps ».
Comme son enthousiasme émeut l'opinion publique, les réglementations irrationnelles perdent progressivement de leur importance. En 1920, 10 ans après son arrestation, les règlements sont confirmés inutiles par la Chambre des pairs et abolis. En fin de compte, les efforts de Minakata ont sauvé deux ou trois forêts mais un certain nombre de sanctuaires et de forêts ont disparu au cours de la décennie. Il se rapproche alors de divers mouvements sociaux et des organismes publics chargés de la liste du patrimoine national en vue de promouvoir la protection de l'environnement, dont l'île de Kashima dans la baie de Tanabe. Son combat se poursuit jusqu'à ses dernières années, ce pourquoi il est à présent appelé un pionnier de l'écologie. En février 1911, lorsque est publié The Mountain God Loves Stonefish dans le Journal of the Anthropological Society of Tokyo, Minakata reçoit une lettre de Yanagita. C'est alors que commence leur correspondance (qui allait apporter une contribution importante à l'étude du folklore japonais).
En juillet 1914, la réputation de Kumagusu s'étend au niveau national à la suite d'un article de presse annonçant que Walter Tennyson Swingle, chef du « Bureau d'enquête du Crop Physiology and Breeding » du Département de l'Agriculture des États-Unis, invite Minakata aux États-Unis. Le Dr. Swingle se rend à Tanabe en mai 1915 afin d'annoncer la nomination en personne. Bien qu'ayant l'intention d'accepter l'offre, Kumagusu la décline pour des raisons familiales.

### Levée de fonds pour l'Institut botanique Minakata
En avril 1916, Minakata obtient une résidence, maintenant la résidence Minakata, propriété de son frère Tsunegusu. Le grand jardin devient un laboratoire à ciel ouvert pour observer les plantes, les grenouilles et les tortues. Cette étude est un lieu pour l'écriture et la recherche sur les plantes microscopiques. L'entrepôt est organisé en piles contenant un certain nombre de livres et de matériel.
Il publie de nombreux textes de recherche sur le folklore à partir de travaux antérieurs de recherche de science naturelle déjà publiés et des articles consacrés à l'unification des sanctuaires. Plus il reçoit de savants et de célébrités, plus il est occupé à écrire, et plus souvent il doit rester chez lui et mener ses recherches botaniques dans le jardin. Ce changement lui permet de découvrir la Minakatella longifila (de) - un nouveau genre de mycétozoaire nommé par Gulielma Lister, président de la Société britannique de mycologique - à partir d'un plaqueminier de son jardin en 1917.
C'est à cette époque que le gouverneur de la préfecture de Wakayama et ses amis terminent la planification de l'Institut botanique Minakata. Le projet est supervisé par Tyōzaburō Tanaka et promu par 30 personnalités des mondes politique et littéraire, dont Hara Takashi, Ōkuma Shigenobu, Yorimichi Tokugawa et Kōda Rohan.
Minakata se rend à Tokyo pour la première fois depuis 36 ans et passe cinq mois à réunir de l'argent. Jour après jour, il rend visite à des notabilités de la politique et du monde universitaire - dont le premier ministre Takahashi Korekiyo - pour solliciter leur aide. Il recueille finalement une somme considérable mais inférieure au montant nécessaire. Il poursuit sa campagne de financement à partir de chez lui.
Le célèbre « Curriculum Vitae » a été écrit en réponse à une demande de Yoshio Yabuki, directeur adjoint de la succursale de la Nippon Yusen Kaisha à Osaka, à qui il a demandé un don. Le CV, calligraphié sur un papier de 7,7 m de long en beaux coups de pinceau, est un autographe d'une extrême importance pour comprendre le vrai Minakata et peut-être le plus long CV au Japon et le premier CV jamais connu à la lumière du volume et de la qualité d'informations qu'il contient.
En mars 1925, son fils Kumaya est hospitalisé à Wakayama. Après être rentré chez lui pour sa convalescence, Minakata ferme sa porte à tous les visiteurs. Cette situation dure trois ans jusqu'à l'hospitalisation de Kumaya à Kyoto en mai 1928. Le succès de la collecte de fonds à Tokyo est mitigé d'une certaine manière par une promesse non tenue de son frère Tsunegusu, l'un des principaux promoteurs du projet qui manque à donner 20,000 yens de sa part de don, ce qui crée un fossé entre les deux frères. Minakata a aussi du mal à gagner sa vie en raison de factures médicales coûteuses. Pour alléger le fardeau financier, Minakata publie trois livres en 1926. Les livres, compilations de thèses déjà publiées dans diverses revues, donnent au lecteur un aperçu de ses arguments cohérents tout au long des années et révèlent de nouveau son érudition et suscitent l'admiration du public.

### Hirohito et Kumagusu
L'empereur Hirohito, lui aussi biologiste, montre un vif intérêt pour les myxomycètes depuis qu'il est prince régent. Prince, il a lu A Monograph of the Slime Molds par Gulielma Lister et fait part à Hirotaro Hattori - de l'Institut national de recherche biologique - de son souhait de voir des spécimens. Ayant appris cet intérêt, Shiro Koaze approche Minakata et ses amis de l'université de Tokyo. En novembre 1926, l'équipe prépare et présente au prince Hirohito une collection de 90 spécimens de 37 genres différents de myxomycètes japonais. La collection porte les signatures de Koaze comme présentateur et Minakata au titre de sélectionneur.
En mars 1929, Hattori rend secrètement visite à Minakata et lui demande de faire une lecture sur les myxomycètes à Hirohito, devenu empereur, au cours de sa future visite impériale de la région de Wakayama. Minakata télégraphie son accord. En l'absence de précédent pour un roturier donnant une lecture impériale, il devient vite le centre de l'attention du public et la préparation des échantillons l'occupe tout particulièrement. Le 1er juin 1929, il a plu depuis le matin. Minakata se met en route pour l'île de Kashima vêtu d'une redingote qu'il a achetée en Amérique et gardée pendant des années. Après avoir emmené l'empereur pour une promenade dans les bois sur l'île, Minakata, tout en montrant des échantillons, donne une leçon de 25 minutes sur les myxomycètes et la vie marine à l'empereur à bord du navire impérial Nagato. Il présente des cadeaux, dont 110 spécimens de myxomycètes conservés dans des boîtes de bonbons.
Un chambellan se souvient : « Les rumeurs de son excentricité m'avaient fait douter de sa capacité, mais mon inquiétude s'est avérée être tout à fait sans fondement quand j'ai rencontré cet homme poli et de bonnes manières. C'était un homme qui avait l'expérience de la vie à l'étranger ainsi que de la vie japonaise traditionnelle, qui a montré un respect pour la famille impériale ». Cela a été le plus beau jour dans la vie de Minakata. Dans l'après-midi, il a pris des photos de lui et de son épouse Matsue dans leur plus beaux atours dans un studio et a partagé ce moment avec ses parents et proches amis en donnant des bonbons qu'il avait reçus de la Maison Impériale. L'année suivante, en commémoration de la visite de l'Empereur à Kashima, un monument a été érigé sur le bord d'un bois dense près du point où il avait débarqué. Un poème composé par Minakata est inscrit sur le monument, espérant que l'île serait protégée à jamais par la bienveillance et la puissance de l'empereur. En mai 1962, plus de 30 ans plus tard, l'empereur et l'impératrice ont visité à nouveau le sud de Wakayama. Inspiré par une vue de Kashima à partir d'une chambre d'hôtel sur la plage de Shirahama l'empereur a composé un poème :

« À travers la pluie, je vois au loin l'aspect sombre de Kashima
 qui me rappelle Kumagusu né à Wakayama »

Le poème est inscrit sur le monument érigé en face du musée Kumagusu Minakata donnant sur l'île de Kashima.

### Dernières années
La seconde guerre sino-japonaise éclate en 1937. Au fur et à mesure que la guerre s’intensifie, le niveau de vie de la population diminue et celui de Minakata ne fait pas exception. La perte de ses anciens amis lui porte un coup supplémentaire. Sa santé se dégrade progressivement, et il reste alité. Bien qu'il s'affaisse de nombreuses fois, il continue à travailler à la réalisation du Nihon (« Manuel illustré des champignons japonais »), dessine, rédige des notes et donne des conseils à ses collègues.
En décembre 1941, peu de temps après le début de la Guerre du Pacifique, Minakata est dans un état critique. Le 29 décembre, il murmure : « Je voix des fleurs pourpres sur le plafond ». Ainsi se terminent 75 ans d'une vie remplie de hauts et de bas. Il est enterré au Kouzan-ji à Tanabe, surplombant l'île de Kashima.

## Réalisations
Le jeune Minakata est arrivé dans un monde où le Japon s'est métamorphosé d'un État féodal en un pays moderne occidentalisé. Il est allé en Amérique puis au Royaume-Uni à la recherche d'un endroit où tout le monde, sans distinction de classe, pouvait étudier librement. Il l'a trouvé au British Museum où il a mis tout son cœur et son âme dans la recherche, immergé dans des centaines de livres, l'artisanat et les antiquités d'Orient et l'Occident.
Avec The Constellations in the Far East pour commencer, il a donné un total de 50 contributons à Nature et des centaines d'articles et essais au magazine de folklore Notes and Queries. Ce grand nombre d'articles montre qu'il avait gagné une place importante au sein du milieu universitaire britannique.
Doté d'une mémoire extraordinaire, il se débrouillait dans plus de 10 langues. Par ailleurs, une grande expérience de la copie de livres lui a permis de maîtriser la façon d'étudier les documents empiriques et les méthodes des études culturelles comparatives, qui était la base de sa capacité illimitée d'écriture. Junishiko (A Study of Twelve Animals of Chinese Zodiac), un de ses ouvrages les plus importants, en est un exemple.
Après son retour au Japon, il a écrit un certain nombre d'articles en succession rapide pour les journaux et magazines japonais. Les discussions des preuves historiques de l'Orient et de l'Occident avec Kunio Yanagita, comme l'indique leur abondante correspondance, ont eu une grande influence sur la naissance et le développement des études consacrées au folklore japonais.
The Illustrated Book of Bionomics of Japanese Fungi, une de ses plus grandes réalisations et la concrétisation de son admiration mélangée de rivalité avec Curtis et Berkeley, constitue une importante contribution au développement de l'étude des champignons. L'ouvrage couvre 4,500 espèces avec 15,000 illustrations. Bien que les entrées sont 500 de moins que prévu, le livre présente également ses recherches approfondies sur les champignons, les myxomycètes et les algues dont la Minakatella longifila Lister, le comportement énigmatique des myxomycètes et des algues parasites sur les poissons.
Ses protestations contre l'unification des sanctuaires avaient ses racines dans sa plus profonde colère envers la perte des centres spirituels des habitants et la disparition des paysages avec lesquels les gens se sentaient une affinité. La relation écologique entre la nature et les êtres humains, que Minakata observait à travers les études de biologie, du folklore, de l'ethnologie et de la religion, est une chose à garder à l'esprit.
Shinzo Koizumi, plus tard chancelier de l'université Keiō et admirateur de Minakata, lui a ainsi rendu hommage : « Nous devrions écrire dans l'histoire académique du Japon qu'un savant non conformiste a acquis une telle connaissance approfondie et accompli de si grandes réalisations ».
Le musée Kumagusu Minakata à Shirahama présente la vie et les réalisations de Minakata au moyen de l'exposition d'objets personnels, de matériaux connexes et de livres.